# Compagnie européenne d'automatisme électronique
Pour les articles homonymes, voir CAE.
La Compagnie européenne d'automatisme électronique (CAE) est une société informatique française "fondée dans le cadre du Marché commun européen", en octobre 1960
 par Intertechnique, Compagnie générale de la télégraphie sans fil (CSF) et le groupe de défense américain Thompson Ramo Wooldridge. Elle est créée pour "assurer la direction et le contrôle des deux réacteurs nucléaires" qu'EDF bâtit à Chinon, et de ceux de la centrale thermique en cours d'édification à Saint-Ouen, alors que "d'autres débouchés" se "dessinent", en particulier dans la sidérurgie et les réseaux de transport d'énergie.
L'américain Thompson Ramo Wooldridge en sortira en 1963 au moment où y entrera la CGE d'Ambroise Roux, via sa filiale de téléphonie CIT, Compagnie industrielle des télécommunications.
Son chiffre d'affaires a décuplé au cours des années 1960, porté par des ventes de calculateurs à l'armée française et un grand contrat avec EDF. Elle est fondue en décembre 1966 dans la nouvelle CII, par fusion avec la SEA et la SETI, dans le cadre du Plan Calcul.

## Histoire

### Actionnaires et apports
La Compagnie européenne d'automatisme électronique (CAE) est créée le 1er juillet 1960, par la CSF (42%), Intertechnique (16%), et TRW (42%), avec un capital de 7 millions de francs, qui sera porté à 10 millions de francs quatre ans plus tard.
TRW apport en échange de ses 42% la licence de production du calculateur transistorisé RW 300 à tambour magnétique, "très fiable, conçu pour le process control". Le TRW 300 est spécialement conçu pour "s'intégrer dans un dispositif de production", ce qui le différencie des autres, et pour "permettre une meilleure utilisation de la capacité de production de l'ensemble industriel, et éviter que des incidents ne freinent sa bonne marche".
L'apport de la CSF est aussi en nature, une usine à Boulogne-Billancourt, qui déménagera en 1964 aux Clayes-sous-Bois, où la CAE déménagera aussi son siège social et qui aura un effectif important à l'époque de la CII, les élections professionnelles montrant 1370 salariés inscrits dans l'établissement en décembre 1970 contre 3116 salariés pour l'établissement du siège de la CII à Louveciennes, également dans le département des Yvelines.
Jean Auricoste, ancien chef du service de calcul numérique à la SEA, d'où il était parti pour devenir chef de département chez Intertechnique, est directeur général adjoint et directeur technique de la nouvelle CAE.

### Arrivée de la CGE d'Ambroise Roux
Alors que "la surveillance des ruptures de gaine" dans les réacteurs EDF est effectuée par des calculateurs de la société, un an après c'est la Compagnie industrielle des téléphones, qui présente "un calculateur numérique universel" le CITAC 210 B", de "conception entièrement française" et qui "s'autocontrôle, en permanence", pour les installations industrielles les plus diverses : "centrales électriques, laminoirs, hauts fourneaux, unités de raffinage". Chez EDF, il doit assurer "le contrôle de la température régnant dans les canaux des réacteurs". La maison-mère de la CIT, la CGE d'Ambroise Roux s'introduit ainsi en 1962 dans le monde de l'informatique via ce CITAC 210B, vendu à une dizaine d'exemplaires aux centrales nucléaires de Chinon et de Marcoule, puis en juillet 63, la CIT créé la filiale Cecis, dirigée Pierre Edrom, et pour pallier son inexpérience dans ce domaine, s'allie avec Intertechnique
La CGE organise les accords CSF/CGE, qui font absorber Cecis par la CAE, provoquant le retrait de l'américain TRW, dont les parts sont rachetées par la CAE, qui comme Intertechnique vend alors sous licence des calculateurs de sociétés américaines, notamment Scientific Data Systems (SDS). De son côté, Thompson Ramo Wooldridge devient l'actionnaire minoritaire d'un nouveau groupe Bunker Ramo, détenu à 90 % par l'équipementier de défense américain Martin Marietta, en 1964, après l'absorption de Teleregister, et Bunker Ramo développera une machine sur laquelle est créé le Nasdaq américain.

### Plan Calcul
La CAE fait partie de la nébuleuse de nombreux fournisseurs de l'Etat français concernés par les réflexions du Plan Calcul annoncé fin 1966.

### Le CAE 510
La Compagnie européenne d'automatisme électronique décide de fabriquer à partir de 1962 le CAE 510, adaptation de la machine américaine Ramo-Wooldridge RW 530, de Simon Ramo et Dean Wooldridge. Elle développe les équipements complémentaires pour les clients français dans la même technologie, destinée au marché civil (mise en page des journaux Le Figaro et Paris-Normandie, Régie Renault, mais aussi aussi dans des contextes liés à la Défense nationale. Les bureaux et la production sont répartis dans Boulogne-Billancourt, l'ensemble sera ensuite transféré dans les Yvelines pour créer l'usine CAE de Les Clayes-sous-Bois.

### Le CAE 130
Puis un département militaire se monte sous la direction de M. Bacot, dans un petit bâtiment, avec un grand garage, un peu à l’écart. Pour le marché militaire, la CAE commence vers 1964, avec l’adaptation du TRW 130 en CAE 130. Elle verra confier l’équipement du nouveau Char de combat principal Pluton lors de sa fusion avec la CII.
Elle développe le ce calculateur TRW 133 pour les simulations pour les sous-marins, un format puissant qui a reçu une nomenclature de l'US Navy, mais "ne semble pas" avoir reçu de commande aux États-Unis, et dont le développement n'ira pas jusqu'à son terme France.

### Le grand contrat pour EDF
La CAE est chargée en 1966 d'une grand contrat sur cinq ans pour EDF, qui consiste à mesurer sans tarder le niveau de production mais aussi des eaux sur les sites hydrauliques. Au même moment devient inéluctable un décret interministériel tirant les leçons de la catastrophe de 1959 à Malpasset. Publié en 1968, il exige des "plans d’alerte" en cas de rupture des barrages haut de plus de 20 mètres, ils sont déployés de 1970 à 1975 pour prévenir rapidement les autorités, puis les populations, avec des sirènes d'évacuation dans les zones de "premier quart d’heure".
Ainsi, l’ensemble des sites EDF est équipé, entre 1967 et 1971, de "calculateurs de traitement 90-4023", par paires pour  se protéger des pannes, et avec périphériques. Exposés aux variations de température de fonctionnement, ils innovent par une "répartition judicieuse" entre mémoire vive et disque, en programmes comme en données, mais avec une gestion de fichiers manuelle par 300 cartes perforées à transistors en TTL, créant des risques d'écrasement du fichier voisin. Les fournisseurs sont Bull et la CAE et la CAE, consciente du retard français en composants, qui a renoncé à les construire à temps et pris licence du haut la gamme ascendante de SDS), conçue dans les années 60, qu'elle revend sous sa marque. En 1971, comme prévu, EDF passera progressivement au Mitra 15 pour une centaine de nœuds de réseaux, machine confrontée à la transition du germanium au silicium.

### La gamme Sigma
La Compagnie européenne d'automatisme électronique commercialisera ensuite aussi le Sigma 2, qui sera vendu par la CII sous le nom de CII 10020, puis amélioré sous celui de CII 10070, une machine également dérivée du Sigma 7 de SDS, startup créée par des anciens de Packard Bell pour le calcul militaire. Ces ordinateurs auront pour successeurs l'Iris 50 et l'Iris 80.

## Fusion pour donner naissance à la CII
La CAE a fusionné en décembre 1966 avec la Société d'électronique et d'automatisme, filiale de SW Schneider-Westinghouse, groupe Schneider, pour donner naissance à la Compagnie internationale pour l’informatique, dont les services d’études sont installés aux Clayes sous Bois, au milieu des champs.
Très vite, ceux-ci bénéficient de l’arrivée de nombreux ingénieurs de la « Compagnie des machines Bull », déçus par le fait que leur actionnaire américain depuis 1964, General Electric, ait décidé d'abandonner la ligne de produits la plus en pointe, celle des ordinateurs "Gamma 60". "Des labos entiers (de Bull) se reformaient aux Clayes sous Bois" à la CII se souvient Philippe Denoyelle, ex-jeune ingénieur de la CAE. Bull-GE a en effet perdu 13 % de ses parts du parc français entre 1963 et 1968 au profit d'IBM.
Entre-temps, la CAE avait absorbé la SETI, filiale de la Compagnie des compteurs, qui avait signé un accord de licence avec Packard Bell, lui permettant de commercialiser un ordinateur SDS, à vocation scientifique.
Devenu CII 10070 un peu plus tard, son système d'exploitation sera totalement remanié par les équipes de l'IRIA (qui deviendra l'INRIA), pour gagner en vitesse et sécurité, avec une structure favorisant les transferts d’information entre la mémoire principale et l’environnement extérieur, afin, éviter l’étranglement du débit des informations au niveau des accès en mémoire. Ce nouveau système d'exploitation, appelé Siris 7, sera revendu le 30 octobre 1970 à Scientific Data Systems.

## Machines vendues
- CAE 510;
- CAE 530;
- Sigma 2;
- Sigma 7;
- RW 133, développé pour les sous-marins mais resté inachevé[2].
- calculateurs de traitement 90-4023, vendus à EDF entre 1967 et 1971.